# Volkmar Daniel Spörl
Volkmar Daniel Spörl (* 26. Dezember 1733 in Nürnberg; † 21. Januar 1807 ebenda) war ein deutscher evangelisch-lutherischer Theologe.

## Leben
Der Sohn des Johann Konrad Spörl hatte das Aegidianum besucht und Unterricht von Privatlehrern erhalten. 1751 bezog er mit seinem Bruder Johann Ludwig Spörl die Universität Jena, wo er ein theologisches und philosophisches Studium bei Johann Peter Reusch, Johann Bernhard Wiedeburg, Johann Christoph Köcher und Johann Georg Walch absolvierte. Dort wirkten besonders seine Kenntnisse in der Literaturgeschichte, die er durch die Benutzung der Jenaischen Universitätsbibliothek erweiterte, deren seltene Handschriften ihm der damalige Bibliothekar Johann Christoph Mylius (1710–1757) bereitwillig zur Verfügung stellte.
Ein Ausflug nach Weimar und Erfurt verschaffte ihm die Bekanntschaft mehrerer dortiger Gelehrter. 1752 ging er mit seinem Bruder an die Universität Leipzig und besuchte die Vorlesungen von Kästner, Johann August Ernesti, Ernst Friedrich Wernsdorf, Christian August Crusius und Johann Christian Hebenstreit. In jene Zeit fällt eine Reise, die er mit seinem Bruder nach Dresden, Wittenberg und Halle unternahm. Von Leipzig ging er über Jena wieder nach Nürnberg zurück. Nach einem kurzen Aufenthalt im elterlichen Haus begab er sich 1753 an die Universität Altdorf.
Hier war er darum bemüht seine theologischen Kenntnisse bei Johann Balthasar Bernhold, Johann Augustin Dietelmair, Johann Bartholomäus Riederer (1720–1771) und Johann Andreas Michael Nagel zu erweitern und zu berichtigen. Unter der Leitung Nagels beschäftigte er sich mit den orientalischen Sprachen und ihrer Literatur. Michael Adelbulner unterwies ihn in der Mathematik und Experimentalphysik. In dem 2. Band der Exercitatioanum Juris universi, praecipus Germanici, welche Johann Heumann von Teutschenbrunn herausgab, wurde seine 1766 verteidigte Dissertation Specimen II mediationum de legibus religionis politicis ad pacis religiosae Artic. II. III et IV. gedruckt. Diese Arbeit ist gewissermaßen als eine Vorarbeit zu seiner 1764 herausgegebenen Pastoraltheologie anzusehen.
1756 kehrte er nach Nürnberg zurück und bereitete sich durch Privatstudien sorgfältig zur Übernahme eines geistlichen Amts vor. 1763 wurde er Pfarrer zu Entenberg, 1773 Diaconus an der St.-Sebald-Kirche in Nürnberg und 1793 Senior seines Kapitels. Das ihm 1805 übertragene Pastorat konnte er, wegen zunehmender Altersschwäche, nicht lange verwalten und war genötigt, die damit verbundenen Geschäfte an seinen Amtsnachfolger abzutreten.
Seine 1765 geschlossene Ehe, mit Margarethe Sophie Müller († 1806), der Tochter eines Stadtschreibers zu Hersbrück, blieb kinderlos.

## Schriften
- Diss. de legibus religionis politicis. Altdorf 1776
- Diss. epist. do ornamentis sponsi sponsaeque Ebraeoium. Altdorf 1758
- Vollständige Pastoraltheologie, aus den fürnehmsten Kirchen- und Landesordnungcn der Churfürsten, Fürsten und Stände des heil. Röm. Reichs, nebst einem Anhange von rechter Feier der Sonn- und Festtage aus eben diesen Statutis. Nürnberg 1764
- Daß göttliche Strafgerichte seien, zu welchen auch große Wasserfluthen zu rechnen sind; aus heiliger Schrift bewährt und erwiesen. Nürnberg 1784